# Eurovision Song Contest 2019
L'Eurovision Song Contest 2019 è stata la 64ª edizione dell'annuale concorso canoro, vinta dal cantautore olandese Duncan Laurence con la canzone Arcade. Il concorso si è svolto presso l'Expo di Tel Aviv, in Israele, grazie alla vittoria di Netta Barzilai con Toy nell'edizione precedente; è la terza edizione dell'Eurovision svoltasi in Israele (dopo le edizioni del 1979 e del 1999).
Il concorso si è articolato, come dal 2008, in due semifinali e una finale.

## Organizzazione

### Produzione e presentazione

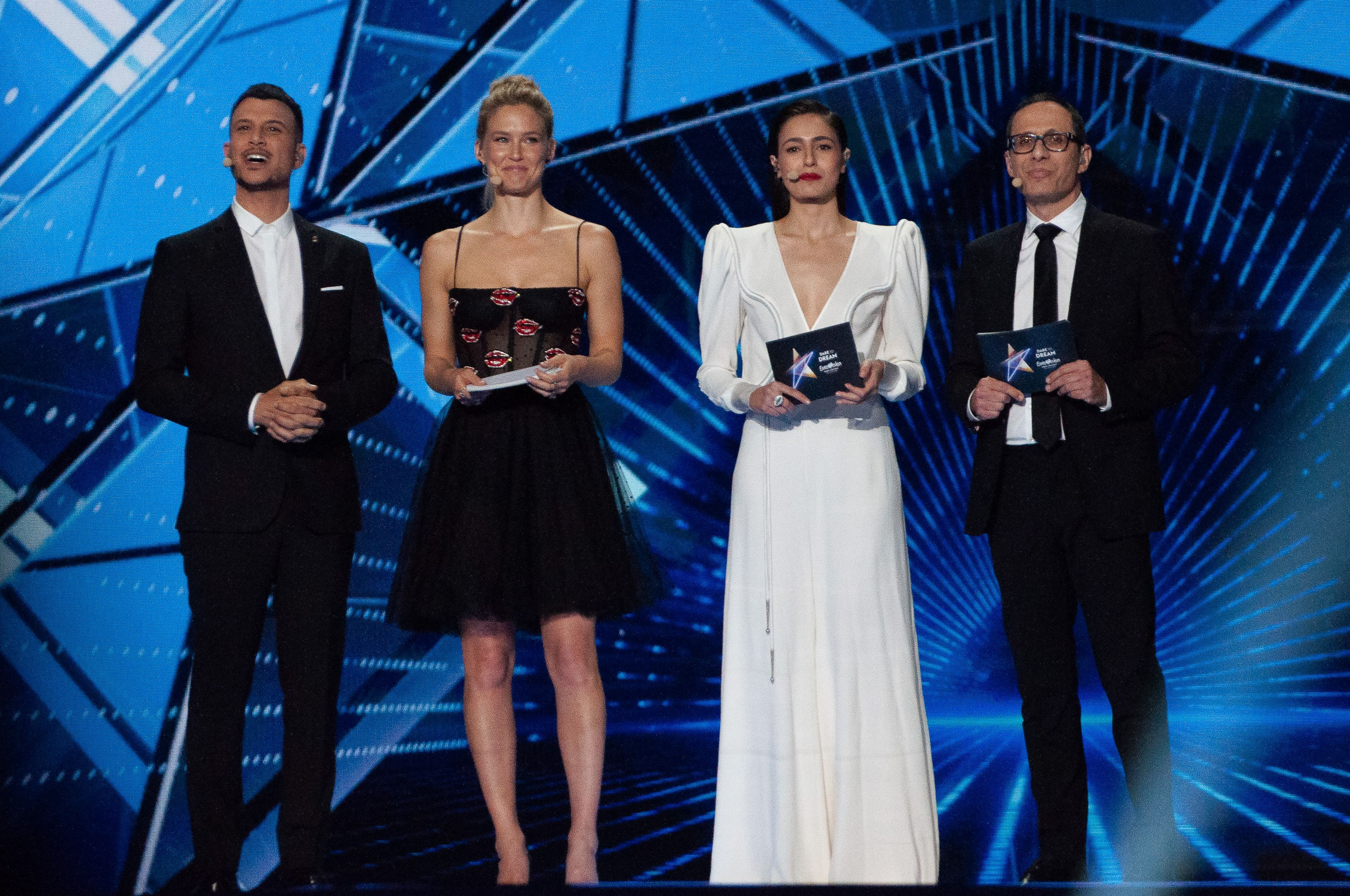
I 4 conduttori dell'evento. Assi Azar, Bar Refaeli, Lucy Ayoub e Erez Tal

Il 2 luglio 2018 sono stati annunciati i due produttori esecutivi dell'evento: Zivit Davidovitch (membro della delegazione di Israele all'Eurovision Song Contest dal 2004) e Yuval Cohen (capo delegazione del canale televisivo Channel 10).
Il partner ufficiale di questa edizione, annunciato il 26 settembre 2018, è stato MyHeritage, un social network dedicato alle famiglie e alla loro genealogia.
Il 2 novembre 2018 è stato annunciato che la scenografia sarà curata per il terzo anno consecutivo da Florian Weider.
Il 25 gennaio 2019, sono stati annunciati i presentatori dell'evento: Bar Refaeli e Erez Tal (commentatore dell'edizione precedente) come conduttori principali, Assi Azar e Lucy Ayoub (portavoce dell'edizione precedente) come inviati nella green room.

### Logo e slogan
Il 28 ottobre 2018, l'UER ha annunciato lo slogan ufficiale dell'evento: Dare To Dream (Osa sognare), mentre l'8 gennaio 2019 è stato presentato il logo dell'evento, tre triangoli che sovrapposti formano una stella a cinque punte, disegnato da Awesome Tel Aviv e Studio Adam Feinberg.

### Scelta della sede
Dopo la vittoria di Israele a Lisbona, Netta Barzilai, vincitrice dell'edizione, e il primo ministro Benjamin Netanyahu annunciarono che l'evento si sarebbe tenuto a Gerusalemme, anche se ciò non era ancora stato confermato né dall'emittente israeliana (IPBC) né dall'Unione europea di radiodiffusione. Successivamente il sindaco della città, Nir Barkat, propose come sedi la Pais Arena Jerusalem e lo Stadio Teddy Kollek, confermando però che l'evento non sarebbe stato ospitato dall'International Convention Centre (che aveva già ospitato le edizioni 1979 e 1999) a causa della sua insufficiente capacità.
Un'altra città a cui si pensò per l'evento fu Tel Aviv (che annualmente ospita l'Israel Calling), tuttavia il sindaco Ron Huldai annunciò che la città non si sarebbe candidata. Successivamente sostenne di rispettare la volontà del governo, aggiungendo che la città sarebbe stata pronta ad ospitare l'evento.
Nei giorni successivi altre 5 città si candidarono per ospitare l'evento: Petah Tiqwa, Masada, Haifa, Eilat e Be'er Sheva. Nel mese di maggio trapelò la notizia che l'UER non avrebbe accettato Gerusalemme come sede della 64ª edizione se ciò avesse comportato il ritiro di alcuni partecipanti, portando tra i candidati per ospitare l'edizione anche Cipro e Austria (rispettivamente secondo e terzo posto nel 2018).

Il 13 giugno 2018, oltre alla quota di budget (tra i 150 e i 190 milioni di shekel israeliani), è stato annunciato che la scelta si era ristretta a quattro città: Eilat, Gerusalemme, Haifa e Tel Aviv.

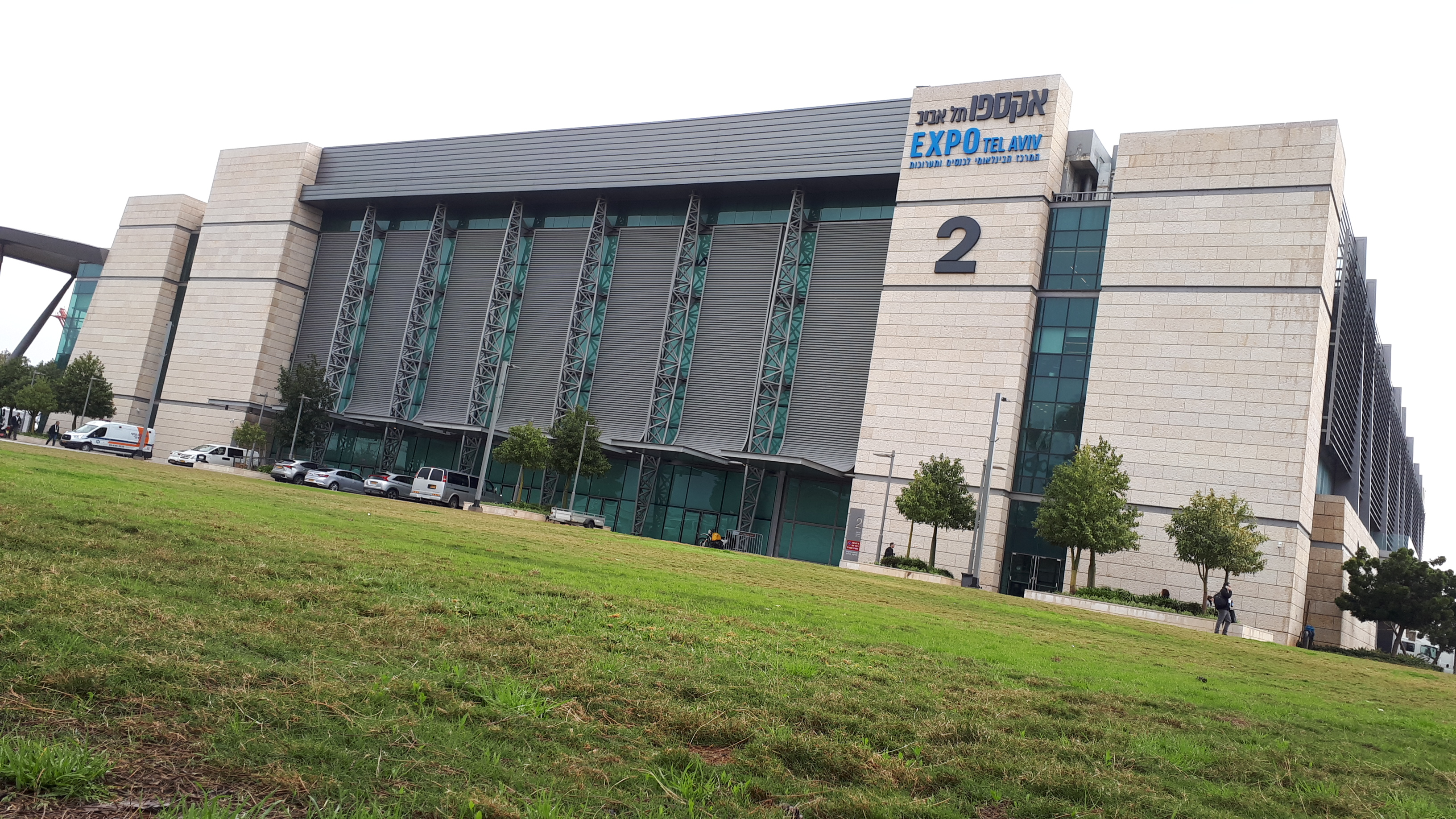
L'Expo Tel Aviv, sede della 64ª edizione dell'Eurovision Song Contest

Il 19 giugno, nonostante i preparativi fossero già in moto, fu ufficialmente confermato che Israele avrebbe ospitato l'Eurovision Song Contest 2019.
Il 7 settembre, l'UER annuncia le due città finaliste, ossia Gerusalemme e Tel Aviv, confermando il 13 settembre che l'evento sarebbe stato ospitato dal Padiglione 2 dell'Expo di Tel Aviv.

#### Criteri fondamentali
L'11 luglio 2018 IPBC ha divulgato i criteri fondamentali per città e sedi candidate:
- la sede deve disporre di una copertura, anche provvisoria;
- la sede deve avere una capacità che si aggiri tra gli 8 000 e i 12 000 posti;
- la sede deve avere a disposizione una vicina sala stampa che possa accogliere almeno 1 500 persone;
- la sede deve essere disponibile a partire dal mese di marzo 2019;
- la città deve avere a disposizione almeno 3 000 camere d'albergo per accogliere gli spettatori.

| Città       | Sede                                           | Capacità | Note                                                                |
| ----------- | ---------------------------------------------- | -------- | ------------------------------------------------------------------- |
| Gerusalemme | Pais Arena Jerusalem                           | 15 654   |                                                                     |
| Gerusalemme | Stadio Teddy Kollek                            | 31 733   | È priva di copertura, requisito necessario per ospitare il concorso |
| Tel Aviv    | International Convention Center (Padiglione 2) | 10 000   |                                                                     |
| Haifa       | Stadio Sammy Ofer                              | 30 870   | È priva di copertura, requisito necessario per ospitare il concorso |
| Eilat       | Hangar portuale                                | 1 000    |                                                                     |

## Stati partecipanti
Stati partecipanti che si sono qualificati alla finale
     Stati partecipanti che non si sono qualificati per la finale
     Stati che hanno partecipato in passato ma non nel 2019

Stati partecipanti che si sono qualificati alla finale
Stati partecipanti che non si sono qualificati per la finale
Stati che hanno partecipato in passato ma non nel 2019

Il 7 novembre 2018 è stata ufficializzata la lista definitiva degli Stati partecipanti a questa edizione, che ne prevedeva 42; tuttavia, il 27 febbraio 2019, l'Ucraina ha annunciato il ritiro dalla competizione, portando così il numero, per la prima volta, a 41.
| Stato                   | Artista                       | Brano                   | Lingua                    | Processo di selezione | Note |
| ----------------------- | ----------------------------- | ----------------------- | ------------------------- | --- | --- |
| Albania                 | Jonida Maliqi                 | Ktheju tokës            | Albanese                  | Festivali i Këngës 57, 22 dicembre 2018                                                                                               | Il brano in gara è una versione modificata rispetto a quello che ha vinto la selezione nazionale.                                           |
| Armenia                 | Srbuk                         | Walking Out             | Inglese                   | Interno; cantante annunciata il 30 novembre 2018, brano scelto fra proposte inviate da aspiranti autori e presentato il 10 marzo 2019 | |
| Australia               | Kate Miller-Heidke            | Zero Gravity            | Inglese                   | Eurovision - Australia Decides 2019, 9 febbraio 2019                                                                                  | In caso di vittoria dell'Australia la SBS produrrà l'evento in Europa assieme a un altro membro dell'UER.                                   |
| Austria                 | Pænda                         | Limits                  | Inglese                   | Interno; cantante e brano annunciati il 29 gennaio 2019, brano presentato l'8 marzo 2019                                              | |
| Azerbaigian             | Chingiz                       | Truth                   | Inglese                   | Interno; artista e brano annunciati l'8 marzo 2019                                                                                    | |
| Belgio                  | Eliot                         | Wake Up                 | Inglese                   | Interno; cantante annunciato il 14 gennaio 2019, brano annunciato e presentato il 28 febbraio 2019                                    | |
| Bielorussia             | Zena                          | Like It                 | Inglese                   | Nacional'nyj otbor 2019, 7 marzo 2019                                                                                                 | |
| Cipro                   | Tamta                         | Replay                  | Inglese                   | Interno; cantante e brano annunciati il 21 dicembre 2018, brano presentato il 5 marzo 2019                                            | |
| Croazia                 | Roko                          | The Dream               | Inglese, croato           | Dora 2019, 16 febbraio 2019 | |
| Danimarca               | Leonora                       | Love Is Forever         | Inglese, danese, francese | Dansk Melodi Grand Prix 2019, 23 febbraio 2019                                                                                        | Il brano contiene alcune parole in tedesco.                                                                                                 |
| Estonia                 | Victor Crone                  | Storm                   | Inglese                   | Eesti Laul 2019, 16 febbraio 2019 | |
| Finlandia               | Darude feat. Sebastian Rejman | Look Away               | Inglese                   | Interno; cantanti annunciati il 29 gennaio 2019; UMK 2019 per il brano, 2 marzo 2019                                                  | |
| Francia                 | Bilal Hassani                 | Roi                     | Francese, inglese         | Destination Eurovision 2019, 26 gennaio 2019                                                                                          | Il brano in gara è una versione modificata rispetto a quello che ha vinto la selezione nazionale.                                           |
| Georgia                 | Oto Nemsadze                  | Keep on Going           | Georgiano                 | Georgian Idol, 3 marzo 2019 | Il brano in gara è una versione modificata rispetto a quello che ha vinto la selezione nazionale.                                           |
| Germania                | S!sters                       | Sister                  | Inglese                   | Unser Lied für Israel, 22 febbraio 2019                                                                                               | |
| Grecia                  | Katerine Duska                | Better Love             | Inglese                   | Interno; cantante annunciata il 14 febbraio 2019, brano annunciato il 18 febbraio 2019, e presentato il 6 marzo 2019                  | |
| Irlanda                 | Sarah McTernan                | 22                      | Inglese                   | Interno; cantante e brano annunciati l'8 marzo 2019                                                                                   | |
| Islanda                 | Hatari                        | Hatrið mun sigra        | Islandese                 | Söngvakeppnin 2019, 2 marzo 2019 | |
| Israele (organizzatore) | Kobi Marimi                   | Home                    | Inglese                   | HaKokhav HaBa L’Eurovizion 2019, 12 febbraio 2019 per l'artista, brano annunciato il 20 febbraio 2019 e presentato il 10 marzo 2019   | Il brano in gara è una versione modificata rispetto a quello selezionato internamente.                                                      |
| Italia                  | Mahmood                       | Soldi                   | Italiano                  | Festival di Sanremo 2019, 9 febbraio 2019                                                                                             | Il brano contiene alcune parole in arabo. Il brano in gara è una versione modificata rispetto a quello che ha vinto la selezione nazionale. |
| Lettonia                | Carousel                      | That Night              | Inglese                   | Supernova 2019, 16 febbraio 2019 | Il brano in gara è una versione modificata rispetto a quello che ha vinto la selezione nazionale.                                           |
| Lituania                | Jurij Veklenko                | Run with the Lions      | Inglese                   | Eurovizijos atranka 2019, 23 febbraio 2019                                                                                            | Il brano in gara è una versione modificata rispetto a quello che ha vinto la selezione nazionale.                                           |
| Macedonia del Nord      | Tamara Todevska               | Proud                   | Inglese                   | Interno; cantante annunciata il 25 gennaio 2019, brano annunciato l'8 febbraio 2019 e presentato l'8 marzo 2019                       | |
| Malta                   | Michela                       | Chameleon               | Inglese                   | X Factor Malta, 26 gennaio 2019 per l'artista, brano annunciato e presentato il 10 marzo                                              | |
| Moldavia                | Anna Odobescu                 | Stay                    | Inglese                   | O melodie pentru Europa 2019, 2 marzo 2019                                                                                            | Il brano in gara è una versione modificata rispetto a quello che ha vinto la selezione nazionale.                                           |
| Montenegro              | D mol                         | Heaven                  | Inglese                   | Montevizija 2019, 9 febbraio 2019 | Il brano in gara è una versione modificata rispetto a quello che ha vinto la selezione nazionale.                                           |
| Norvegia                | KΞiiNO                        | Spirit in the Sky       | Inglese                   | Melodi Grand Prix 2019, 2 marzo 2019                                                                                                  | Il brano contiene alcune parole in sami settentrionale.                                                                                     |
| Paesi Bassi             | Duncan Laurence               | Arcade                  | Inglese                   | Interno; cantante annunciato il 21 gennaio 2019, brano annunciato il 6 marzo 2019 e presentato il 7 marzo 2019                        | |
| Polonia                 | Tulia                         | Fire of Love (Pali się) | Polacco, inglese          | Interno; gruppo annunciato il 15 febbraio 2019, brano annunciato e presentato l'8 marzo 2019                                          | Il brano in gara è una versione bilingue rispetto all'originale.                                                                            |
| Portogallo              | Conan Osíris                  | Telemóveis              | Portoghese                | Festival da Canção 2019, 2 marzo 2019                                                                                                 | |
| Regno Unito             | Michael Rice                  | Bigger than Us          | Inglese                   | Eurovision: You Decide 2019, 8 febbraio 2019                                                                                          | |
| Repubblica Ceca         | Lake Malawi                   | Friend of a Friend      | Inglese                   | Eurovision Song CZ 2019, 28 gennaio 2019                                                                                              | Il brano in gara è una versione modificata rispetto a quello che ha vinto la selezione nazionale.                                           |
| Romania                 | Ester Peony                   | On a Sunday             | Inglese                   | Selecția Națională 2019, 17 febbraio 2019                                                                                             | Il brano in gara è una versione modificata rispetto a quello che ha vinto la selezione nazionale.                                           |
| Russia                  | Sergej Lazarev                | Scream                  | Inglese                   | Interno; cantante annunciato il 5 febbraio 2019, brano presentato il 9 marzo 2019                                                     | |
| San Marino              | Serhat                        | Say Na Na Na            | Inglese                   | Interno; cantante annunciato il 21 gennaio 2019, brano annunciato e presentato il 7 marzo 2019                                        | Il brano contiene alcune parole in turco.                                                                                                   |
| Serbia                  | Nevena Božović                | Kruna                   | Serbo, inglese            | Beovizija 2019, 3 marzo 2019 | Il brano in gara è una versione modificata rispetto a quello che ha vinto la selezione nazionale.                                           |
| Slovenia                | Zala Kralj & Gašper Šantl     | Sebi                    | Sloveno                   | EMA 2019, 16 febbraio 2019 | Il brano in gara è una versione modificata rispetto a quello che ha vinto la selezione nazionale.                                           |
| Spagna                  | Miki                          | La venda                | Spagnolo                  | Operación Triunfo Gala Eurovisión 2019, 20 gennaio 2019                                                                               | Il brano in gara è una versione modificata rispetto a quello che ha vinto la selezione nazionale.                                           |
| Svezia                  | John Lundvik                  | Too Late for Love       | Inglese                   | Melodifestivalen 2019, 9 marzo 2019                                                                                                   | |
| Svizzera                | Luca Hänni                    | She Got Me              | Inglese                   | Interno; cantante e brano annunciati il 7 marzo 2019                                                                                  | |
| Ungheria                | Joci Pápai                    | Az én apám              | Ungherese                 | A Dal 2019, 23 febbraio 2019 | Il brano in gara è una versione modificata rispetto a quello che ha vinto la selezione nazionale.                                           |

## Verso l'evento

### Eurovision in Concert 2019
L'undicesima edizione dell'evento che anticipa l'ESC si è tenuta il 6 aprile 2019 presso l'AFAS LIVE di Amsterdam, condotta da Cornald Maas e Marlayne (rappresentante dei Paesi Bassi all'Eurovision Song Contest 1999); vi hanno partecipato:
- Albania
- Armenia
- Austria
- Australia
- Belgio
- Bielorussia
- Danimarca
- Finlandia
- Georgia
- Germania
- Grecia
- Irlanda
- Islanda
- Israele
- Lituania
- Moldavia
- Montenegro
- Norvegia
- Paesi Bassi
- Polonia
- Regno Unito
- Repubblica Ceca
- Romania
- San Marino
- Serbia
- Spagna
- Svizzera
- Ungheria

Hanno partecipato inoltre Nicole (vincitrice dell'Eurovision Song Contest 1982), Justine Pelmelay (rappresentante dei Paesi Bassi all'Eurovision Song Contest 1989), Sieneke (rappresentante dei Paesi Bassi all'Eurovision Song Contest 2010), Rosina Louwaars (rappresentante dei Paesi Bassi all'Eurovision Song Contest 1978) e Dana International (vincitrice dell'Eurovision Song Contest 1998 e rappresentante di Israele all'Eurovision Song Contest 2011)

### Eurovision Pre-Party Riga 2019
La sesta edizione dell'evento si è tenuta il 12 aprile 2019 a Riga presso il Crystal Club, condotto da Roberto Meloni (rappresentante della Lettonia all'Eurovision Song Contest 2007 e 2008); vi hanno partecipato:
- Lettonia
- Norvegia

Hanno partecipato inoltre Edgars Kreilis (Supernova 2019) e Monika Marija (Eurovizijos atranka 2019)

### London Eurovision Party 2019
La dodicesima edizione dell'evento si è tenuta il 14 aprile 2019 al Café de Paris, situato nel West End; vi hanno partecipato:
- Albania
- Austria
- Belgio
- Danimarca
- Estonia
- Finlandia
- Francia
- Irlanda
- Italia
- Lettonia
- Lituania
- Norvegia
- Paesi Bassi
- Polonia
- Regno Unito
- Repubblica Ceca
- Spagna
- Svezia

Hanno partecipato inoltre SuRie (rappresentante del Regno Unito all'Eurovision Song Contest 2018), Holly Tandy (Eurovision: You Decide 2019), Magdalena Tul (rappresentante della Polonia all'Eurovision Song Contest 2011), gli Eye Cue (rappresentanti della Macedonia del Nord all'Eurovision Song Contest 2018) e Anna Bergendahl (rappresentante della Svezia all'Eurovision Song Contest 2010)

### Eurovision Spain Pre-Party 2019
Il primo giorno della terza edizione dell'evento è stato il 19 aprile 2019 presso la Joy Slava con il Welcome ESPreParty, condotto da Imri Ziv (rappresentante di Israele all'Eurovision Song Contest 2017) e Víctor Escudero, dove si sono esibiti: le Las Ketchup (rappresentanti della Spagna all'Eurovision Song Contest 2006), Vânia Fernandes (rappresentante del Portogallo all'Eurovision Song Contest 2008), Adelén (Melodi Grand Prix 2013), Alfred García (rappresentante della Spagna all'Eurovision Song Contest 2018), Ira Losco (rappresentante di Malta all'Eurovision Song Contest 2002 e 2016), Famous Oberogo (vincitore di Operación Triunfo 2018), Noelia Franco, Dave Zulueta, Alfonso La Cruz (concorrenti di Operación Triunfo 2018), Tracy de Sá (Destination Eurovision 2019) e Cesár Sampson (rappresentante dell'Austria all'Eurovision Song Contest 2018).
Il giorno successivo, il 20 aprile 2019, si è tenuto l'Eurovision Spain Pre-Party 2019 presso la Sala La Riviera di Madrid, condotto da Tony Aguilar e Julia Varela; vi hanno partecipato:
- Albania
- Armenia
- Belgio
- Croazia
- Danimarca
- Estonia
- Finlandia
- Georgia
- Germania
- Grecia
- Islanda
- Israele
- Lituania
- Moldavia
- Montenegro
- Norvegia
- Polonia
- Regno Unito
- Repubblica Ceca
- Romania
- San Marino
- Spagna

Hanno partecipato inoltre Rosa López (rappresentante della Spagna all'Eurovision Song Contest 2002), Betty Missiego (rappresentante della Spagna all'Eurovision Song Contest 1979), Lydia (rappresentante della Spagna all'Eurovision Song Contest 1999) e Suzy (rappresentante del Portogallo all'Eurovision Song Contest 2014)

### Moscow Eurovision Party 2019
L'evento che anticipa l'ESC si è tenuto il 24 aprile 2019 presso la Vegas City Hall di Mosca; vi hanno partecipato:
- Austria
- Bielorussia
- Croazia
- Danimarca
- Irlanda
- Moldavia
- Montenegro
- Regno Unito
- Repubblica Ceca
- Spagna

Hanno partecipato inoltre Polina Bogusevič (vincitrice del Junior Eurovision Song Contest 2017), Anastasija e Maria Tolmačëvy (vincitrici del Junior Eurovision Song Contest 2006 e rappresentanti della Russia all'Eurovision Song Contest 2014) e Anna Filipchuk (rappresentante della Russia al Junior Eurovision Song Contest 2018).

## L'evento
Il 2 gennaio 2019 l'UER ha annunciato che i finalisti di diritto avranno maggior visibilità durante le semifinali nelle quali saranno chiamati a televotare.

### Semifinali
Digame ha la composizione delle urne nelle quali sono stati divisi gli Stati partecipanti, determinate in base allo storico delle votazioni. La loro composizione è stata:
| Urna 1                                                                    | Urna 2                                                          | Urna 3                                                             | Urna 4                                                             | Urna 5                                                                   | Urna 6                                                     |
| ------------------------------------------------------------------------- | --------------------------------------------------------------- | ------------------------------------------------------------------ | ------------------------------------------------------------------ | ------------------------------------------------------------------------ | ---------------------------------------------------------- |
| - Albania - Croazia - Macedonia del Nord - Montenegro - Serbia - Slovenia | - Danimarca - Estonia - Finlandia - Islanda - Norvegia - Svezia | - Armenia - Azerbaigian - Bielorussia - Georgia - Russia - Ucraina | - Australia - Irlanda - Lituania - Lettonia - Polonia - Portogallo | - Austria - Belgio - Repubblica Ceca - Ungheria - Paesi Bassi - Svizzera | - Cipro - Grecia - Malta - Moldavia - Romania - San Marino |

Il 28 gennaio 2019 al Museo d'arte di Tel Aviv si è svolto il sorteggio (presentato da Assi Azar e Lucy Ayoub) per determinare in quale metà della semifinale si esibiranno gli stati sorteggiati e la semifinale in cui avranno il diritto di voto gli Stati già qualificati alla finale. Nel sorteggio è stato, inoltre, esplicitato che le semifinali verranno composte da 18 Stati ciascuna, e che l'ordine di esibizione esatto verrà stabilito dalla produzione del programma e approvata dal supervisore UER e dal Gruppo di Controllo. In base all'esito del sorteggio, le semifinali sono state quindi così composte:

Stati partecipanti alla prima semifinale
Stati con diritto di voto nella prima semifinale
Stati partecipanti alla seconda semifinale
Stati con diritto di voto alla seconda semifinale

     Stati partecipanti alla prima semifinale
     Stati con diritto di voto nella prima semifinale
     Stati partecipanti alla seconda semifinale
     Stati con diritto di voto alla seconda semifinale
| 1ª semifinale 14 maggio 2019                                                            | 1ª semifinale 14 maggio 2019                                                  | 2ª semifinale 16 maggio 2019                                                | 2ª semifinale 16 maggio 2019                                                              |
| --------------------------------------------------------------------------------------- | ----------------------------------------------------------------------------- | --------------------------------------------------------------------------- | ----------------------------------------------------------------------------------------- |
| Slovenia Bielorussia Repubblica Ceca Montenegro Cipro Serbia Finlandia Polonia Ungheria | Estonia Portogallo San Marino Islanda Georgia Australia Belgio Ucraina Grecia | Svizzera Svezia Irlanda Austria Moldavia Lettonia Romania Danimarca Armenia | Albania Azerbaigian Macedonia del Nord Norvegia Russia Paesi Bassi Croazia Lituania Malta |
| Con diritto di voto: Francia Israele Spagna                                             | Con diritto di voto: Francia Israele Spagna                                   | Con diritto di voto: Germania Italia Regno Unito                            | Con diritto di voto: Germania Italia Regno Unito                                          |
| 1.                                                                                      |                                                                               |                                                                             |                                                                                           |

#### Prima semifinale
La prima semifinale si è tenuta il 14 maggio 2019 dalle 21:00 CEST; vi hanno partecipato 17 Stati (fino al ritiro dell'Ucraina gli stati in gara sarebbero dovuti essere 18) e hanno votato anche Francia, Israele e Spagna.
| N° | Stato           | Cantante                      | Canzone                 | Punti | Posizione |
| -- | --------------- | ----------------------------- | ----------------------- | ----- | --------- |
| 01 | Cipro           | Tamta                         | Replay                  | 149   | 9         |
| 02 | Montenegro      | D mol                         | Heaven                  | 46    | 16        |
| 03 | Finlandia       | Darude feat. Sebastian Rejman | Look Away               | 23    | 17        |
| 04 | Polonia         | Tulia                         | Fire of Love (Pali się) | 120   | 11        |
| 05 | Slovenia        | Zala Kralj & Gašper Šantl     | Sebi                    | 167   | 6         |
| 06 | Repubblica Ceca | Lake Malawi                   | Friend of a Friend      | 242   | 2         |
| 07 | Ungheria        | Joci Pápai                    | Az én apám              | 97    | 12        |
| 08 | Bielorussia     | Zena                          | Like It                 | 122   | 10        |
| 09 | Serbia          | Nevena Božović                | Kruna                   | 156   | 7         |
| 10 | Belgio          | Eliot                         | Wake Up                 | 70    | 13        |
| 11 | Georgia         | Oto Nemsadze                  | Keep on Going           | 62    | 14        |
| 12 | Australia       | Kate Miller-Heidke            | Zero Gravity            | 261   | 1         |
| 13 | Islanda         | Hatari                        | Hatrið mun sigra        | 221   | 3         |
| 14 | Estonia         | Victor Crone                  | Storm                   | 198   | 4         |
| 15 | Portogallo      | Conan Osíris                  | Telemóveis              | 51    | 15        |
| 16 | Grecia          | Katerine Duska                | Better Love             | 185   | 5         |
| 17 | San Marino      | Serhat                        | Say Na Na Na            | 150   | 8         |

| Pos. | Televoto        | Punti | Giuria          | Punti |
| ---- | --------------- | ----- | --------------- | ----- |
| 1    | Islanda         | 151   | Repubblica Ceca | 157   |
| 2    | Australia       | 140   | Grecia          | 131   |
| 3    | Estonia         | 133   | Australia       | 121   |
| 4    | San Marino      | 124   | Cipro           | 95    |
| 5    | Slovenia        | 93    | Serbia          | 91    |
| 6    | Repubblica Ceca | 85    | Bielorussia     | 78    |
| 7    | Serbia          | 65    | Slovenia        | 74    |
| 8    | Polonia         | 60    | Islanda         | 70    |
| 9    | Grecia          | 54    | Estonia         | 65    |
| 10   | Cipro           | 54    | Ungheria        | 65    |
| 11   | Bielorussia     | 44    | Polonia         | 60    |
| 12   | Portogallo      | 43    | Belgio          | 50    |
| 13   | Georgia         | 33    | Montenegro      | 31    |
| 14   | Ungheria        | 32    | Georgia         | 29    |
| 15   | Belgio          | 20    | San Marino      | 26    |
| 16   | Montenegro      | 15    | Finlandia       | 9     |
| 17   | Finlandia       | 14    | Portogallo      | 8     |

12 punti (Giuria)
| N. | A               | Da                                                |
| -- | --------------- | ------------------------------------------------- |
| 5  | Australia       | Belgio, Finlandia, Islanda, Polonia, Spagna       |
| 5  | Repubblica Ceca | Australia, Estonia, Georgia, Portogallo, Slovenia |
| 4  | Grecia          | Cipro, Israele, Montenegro, San Marino            |
| 1  | Bielorussia     | Ungheria                                          |
| 1  | Cipro           | Grecia                                            |
| 1  | Estonia         | Bielorussia                                       |
| 1  | Islanda         | Francia                                           |
| 1  | Montenegro      | Serbia                                            |
| 1  | Slovenia        | Repubblica Ceca                                   |

12 punti (Televoto)
| N. | A               | Da                                         |
| -- | --------------- | ------------------------------------------ |
| 4  | Islanda         | Australia, Bielorussia, Finlandia, Polonia |
| 3  | San Marino      | Georgia, Repubblica Ceca, Ungheria         |
| 2  | Estonia         | Belgio, Portogallo                         |
| 2  | Grecia          | Cipro, San Marino                          |
| 2  | Portogallo      | Francia, Spagna                            |
| 2  | Serbia          | Montenegro, Slovenia                       |
| 1  | Australia       | Israele                                    |
| 1  | Cipro           | Grecia                                     |
| 1  | Finlandia       | Estonia                                    |
| 1  | Repubblica Ceca | Islanda                                    |
| 1  | Ungheria        | Serbia                                     |

#### Seconda semifinale
La seconda semifinale si è tenuta il 16 maggio 2019 dalle 21:00 CEST; vi hanno partecipato 18 Stati e hanno votato anche Germania, Italia e Regno Unito.
| N° | Stato              | Cantante        | Canzone            | Punti | Posizione |
| -- | ------------------ | --------------- | ------------------ | ----- | --------- |
| 01 | Armenia            | Srbuk           | Walking Out        | 49    | 16        |
| 02 | Irlanda            | Sarah McTernan  | 22                 | 16    | 18        |
| 03 | Moldavia           | Anna Odobescu   | Stay               | 85    | 12        |
| 04 | Svizzera           | Luca Hänni      | She Got Me         | 232   | 4         |
| 05 | Lettonia           | Carousel        | That Night         | 50    | 15        |
| 06 | Romania            | Ester Peony     | On a Sunday        | 71    | 13        |
| 07 | Danimarca          | Leonora         | Love Is Forever    | 94    | 10        |
| 08 | Svezia             | John Lundvik    | Too Late for Love  | 238   | 3         |
| 09 | Austria            | Pænda           | Limits             | 21    | 17        |
| 10 | Croazia            | Roko            | The Dream          | 64    | 14        |
| 11 | Malta              | Michela         | Chameleon          | 157   | 8         |
| 12 | Lituania           | Jurij Veklenko  | Run with the Lions | 93    | 11        |
| 13 | Russia             | Sergej Lazarev  | Scream             | 217   | 6         |
| 14 | Albania            | Jonida Maliqi   | Ktheju tokës       | 96    | 9         |
| 15 | Norvegia           | KΞiiNO          | Spirit in the Sky  | 210   | 7         |
| 16 | Paesi Bassi        | Duncan Laurence | Arcade             | 280   | 1         |
| 17 | Macedonia del Nord | Tamara Todevska | Proud              | 239   | 2         |
| 18 | Azerbaigian        | Chingiz         | Truth              | 224   | 5         |

| Pos. | Televoto           | Punti | Giuria             | Punti |
| ---- | ------------------ | ----- | ------------------ | ----- |
| 1    | Norvegia           | 170   | Macedonia del Nord | 155   |
| 2    | Paesi Bassi        | 140   | Svezia             | 150   |
| 3    | Svizzera           | 137   | Paesi Bassi        | 140   |
| 4    | Russia             | 124   | Malta              | 107   |
| 5    | Azerbaigian        | 121   | Azerbaigian        | 103   |
| 6    | Svezia             | 88    | Svizzera           | 95    |
| 7    | Macedonia del Nord | 84    | Russia             | 93    |
| 8    | Lituania           | 77    | Moldavia           | 58    |
| 9    | Albania            | 58    | Danimarca          | 53    |
| 10   | Malta              | 50    | Romania            | 47    |
| 11   | Danimarca          | 41    | Norvegia           | 40    |
| 12   | Croazia            | 38    | Albania            | 38    |
| 13   | Moldavia           | 27    | Lettonia           | 37    |
| 14   | Romania            | 24    | Croazia            | 26    |
| 15   | Armenia            | 23    | Armenia            | 26    |
| 16   | Lettonia           | 13    | Austria            | 21    |
| 17   | Irlanda            | 3     | Lituania           | 16    |
| 18   | Austria            | 0     | Irlanda            | 13    |

12 punti (Giuria)
| N. | A                  | Da                                                                    |
| -- | ------------------ | --------------------------------------------------------------------- |
| 7  | Svezia             | Armenia, Austria, Danimarca, Irlanda, Lettonia, Norvegia, Paesi Bassi |
| 4  | Macedonia del Nord | Albania, Croazia, Germania, Regno Unito                               |
| 3  | Paesi Bassi        | Lituania, Malta, Svizzera                                             |
| 2  | Romania            | Moldavia, Russia                                                      |
| 1  | Albania            | Macedonia del Nord                                                    |
| 1  | Danimarca          | Italia                                                                |
| 1  | Moldavia           | Romania                                                               |
| 1  | Russia             | Azerbaigian                                                           |
| 1  | Svizzera           | Svezia                                                                |

12 punti (Televoto)
| N. | A                  | Da                                      |
| -- | ------------------ | --------------------------------------- |
| 4  | Norvegia           | Albania, Danimarca, Paesi Bassi, Svezia |
| 3  | Albania            | Italia, Macedonia del Nord, Svizzera    |
| 3  | Lituania           | Irlanda, Norvegia, Regno Unito          |
| 3  | Russia             | Armenia, Azerbaigian, Lettonia          |
| 3  | Svizzera           | Austria, Germania, Malta                |
| 1  | Azerbaigian        | Russia                                  |
| 1  | Lettonia           | Lituania                                |
| 1  | Macedonia del Nord | Croazia                                 |
| 1  | Moldavia           | Romania                                 |
| 1  | Romania            | Moldavia                                |

### Finale
La finale si è svolta il 18 maggio 2019 alle 21:00 CEST; vi hanno gareggiato 26 paesi di cui:
- i primi 10 qualificati durante la prima semifinale;
- i primi 10 qualificati durante la seconda semifinale;
- i 5 finalisti di diritto, i cosiddetti Big Five, ovvero Francia, Germania, Italia, Regno Unito e Spagna;
- Israele, paese ospitante.

L'11 marzo 2019, in seguito a un sorteggio, è stato stabilito che Israele, lo Stato organizzatore, si sarebbe esibito al quattordicesimo posto.
Negli interval acts si sono esibiti: Ilanit, prima rappresentante di Israele all'Eurovision Song Contest, The Idan Raichel Project, alcuni concorrenti e vincitori dell'Eurovision (Vjerka Serdjučka, Conchita Wurst, Måns Zelmerlöw e Eleni Foureira), che si sono scambiati le canzoni con cui hanno preso parte al concorso in passato (da cui il nome dell'interval act, Switch Song) e Madonna, che ha cantato Like a Prayer e, in collaborazione con Quavo, Future.
Le tabelle riflettono i risultati corretti e verificati dall'UER dopo la trasmissione, poiché durante la sequenza dei voti vista in diretta, i voti della giuria bielorussa non sono stati annunciati correttamente.
| N° | Stato              | Cantante                  | Canzone            | Punti | Posizione |
| -- | ------------------ | ------------------------- | ------------------ | ----- | --------- |
| 1  | Malta              | Michela                   | Chameleon          | 107   | 14        |
| 2  | Albania            | Jonida Maliqi             | Ktheju tokës       | 90    | 17        |
| 3  | Repubblica Ceca    | Lake Malawi               | Friend of a Friend | 157   | 11        |
| 4  | Germania           | S!sters                   | Sister             | 24    | 25        |
| 5  | Russia             | Sergej Lazarev            | Scream             | 370   | 3         |
| 6  | Danimarca          | Leonora                   | Love Is Forever    | 120   | 12        |
| 7  | San Marino         | Serhat                    | Say Na Na Na       | 77    | 19        |
| 8  | Macedonia del Nord | Tamara Todevska           | Proud              | 305   | 7         |
| 9  | Svezia             | John Lundvik              | Too Late for Love  | 334   | 5         |
| 10 | Slovenia           | Zala Kralj & Gašper Šantl | Sebi               | 105   | 15        |
| 11 | Cipro              | Tamta                     | Replay             | 109   | 13        |
| 12 | Paesi Bassi        | Duncan Laurence           | Arcade             | 498   | 1         |
| 13 | Grecia             | Katerine Duska            | Better Love        | 74    | 21        |
| 14 | Israele            | Kobi Marimi               | Home               | 35    | 23        |
| 15 | Norvegia           | KΞiiNO                    | Spirit in the Sky  | 331   | 6         |
| 16 | Regno Unito        | Michael Rice              | Bigger than Us     | 11    | 26        |
| 17 | Islanda            | Hatari                    | Hatrið mun sigra   | 232   | 10        |
| 18 | Estonia            | Victor Crone              | Storm              | 76    | 20        |
| 19 | Bielorussia        | Zena                      | Like It            | 31    | 24        |
| 20 | Azerbaigian        | Chingiz                   | Truth              | 302   | 8         |
| 21 | Francia            | Bilal Hassani             | Roi                | 105   | 16        |
| 22 | Italia             | Mahmood                   | Soldi              | 472   | 2         |
| 23 | Serbia             | Nevena Božović            | Kruna              | 89    | 18        |
| 24 | Svizzera           | Luca Hänni                | She Got Me         | 364   | 4         |
| 25 | Australia          | Kate Miller-Heidke        | Zero Gravity       | 284   | 9         |
| 26 | Spagna             | Miki                      | La venda           | 54    | 22        |

| Pos. | Televoto           | Punti | Giuria             | Punti |
| ---- | ------------------ | ----- | ------------------ | ----- |
| 1    | Norvegia           | 291   | Macedonia del Nord | 247   |
| 2    | Paesi Bassi        | 261   | Svezia             | 241   |
| 3    | Italia             | 253   | Paesi Bassi        | 237   |
| 4    | Russia             | 244   | Italia             | 219   |
| 5    | Svizzera           | 212   | Azerbaigian        | 202   |
| 6    | Islanda            | 186   | Australia          | 153   |
| 7    | Australia          | 131   | Svizzera           | 152   |
| 8    | Azerbaigian        | 100   | Repubblica Ceca    | 150   |
| 9    | Svezia             | 93    | Russia             | 126   |
| 10   | San Marino         | 65    | Malta              | 87    |
| 11   | Slovenia           | 59    | Cipro              | 77    |
| 12   | Macedonia del Nord | 58    | Danimarca          | 69    |
| 13   | Serbia             | 54    | Francia            | 67    |
| 14   | Spagna             | 53    | Grecia             | 50    |
| 15   | Danimarca          | 51    | Slovenia           | 46    |
| 16   | Estonia            | 48    | Islanda            | 46    |
| 17   | Albania            | 47    | Albania            | 43    |
| 18   | Francia            | 38    | Norvegia           | 40    |
| 19   | Israele            | 35    | Serbia             | 35    |
| 20   | Cipro              | 32    | Estonia            | 28    |
| 21   | Grecia             | 24    | Germania           | 24    |
| 22   | Malta              | 20    | Bielorussia        | 18    |
| 23   | Bielorussia        | 13    | San Marino         | 12    |
| 24   | Repubblica Ceca    | 7     | Regno Unito        | 8     |
| 25   | Regno Unito        | 3     | Spagna             | 1     |
| 26   | Germania           | 0     | Israele            | 0     |

12 punti (Giuria)
| N. | A                  | Da |
| -- | ------------------ | --- |
| 10 | Svezia             | Armenia, Australia, Danimarca, Estonia, Finlandia, Irlanda, Islanda, Paesi Bassi, Repubblica Ceca, Spagna |
| 6  | Italia             | Belgio, Croazia, Germania, Macedonia del Nord, Malta, San Marino                                          |
| 6  | Macedonia del Nord | Albania, Austria, Moldavia, Regno Unito, Serbia, Svizzera                                                 |
| 6  | Paesi Bassi        | Francia, Israele, Lettonia, Lituania, Portogallo, Svezia                                                  |
| 4  | Repubblica Ceca    | Georgia, Norvegia, Slovenia, Ungheria                                                                     |
| 2  | Australia          | Polonia, Romania                                                                                          |
| 1  | Azerbaigian        | Russia |
| 1  | Cipro              | Grecia |
| 1  | Danimarca          | Italia |
| 1  | Grecia             | Cipro |
| 1  | Malta              | Bielorussia                                                                                               |
| 1  | Russia             | Azerbaigian                                                                                               |
| 1  | Serbia             | Montenegro                                                                                                |

12 punti (Televoto)
| N. | A                  | Da |
| -- | ------------------ | --- |
| 11 | Russia             | Albania, Armenia, Azerbaigian, Bielorussia, Estonia, Israele, Lettonia, Lituania, Moldavia, Repubblica Ceca, San Marino |
| 8  | Norvegia           | Australia, Danimarca, Germania, Irlanda, Islanda, Paesi Bassi, Regno Unito, Svezia                                      |
| 4  | Italia             | Croazia, Malta, Spagna, Svizzera                                                                                        |
| 3  | Islanda            | Finlandia, Polonia, Ungheria                                                                                            |
| 2  | Albania            | Italia, Macedonia del Nord                                                                                              |
| 2  | Cipro              | Georgia, Grecia |
| 2  | Macedonia del Nord | Serbia, Slovenia |
| 2  | Paesi Bassi        | Belgio, Romania |
| 1  | Azerbaigian        | Russia |
| 1  | Grecia             | Cipro |
| 1  | Israele            | Francia |
| 1  | Serbia             | Montenegro |
| 1  | Spagna             | Portogallo |
| 1  | Svezia             | Norvegia |
| 1  | Svizzera           | Austria |

## Premi Marcel Bezençon
I vincitori dei Premi Marcel Bezençon sono stati:
- Premio della stampa:  Paesi Bassi
- Premio per la miglior esibizione:  Australia
- Premio per la miglior composizione:  Italia

## OGAE 2019
L'OGAE 2019 è la classifica stilata da gruppi dell'OGAE, organizzazione internazionale che consiste in un network di oltre 40 fan club del Contest di vari Paesi europei e non. Come ogni anno, i membri dell'OGAE hanno avuto l'opportunità di votare dal 29 marzo al 30 aprile per la loro canzone preferita prima della gara e i risultati sono stati pubblicati sul sito web dell'organizzazione.
| Posizione | Paese       | Cantante        | Canzone           | Punti |
| --------- | ----------- | --------------- | ----------------- | ----- |
| 1         | Italia      | Mahmood         | Soldi             | 411   |
| 2         | Svizzera    | Luca Hänni      | She Got Me        | 406   |
| 3         | Paesi Bassi | Duncan Laurence | Arcade            | 401   |
| 4         | Norvegia    | KΞiiNO          | Spirit in the Sky | 224   |
| 5         | Cipro       | Tamta           | Replay            | 218   |

*La tabella raffigura il voto di 45 OGAE club, con un club (OGAE Montenegro) assente alla votazione di questo sondaggio.

## Giurie
Il 30 aprile 2019, l'UER ha reso nota la lista dei membri delle giurie nazionali, che hanno costituito la classifica della giuria all'evento. Essi sono:
In grassetto i presidenti di giuria.
- Albania: Gent Rushi, Eranda Libohova, Dilan Reka, Julka Gramo, Vikena Kamenica
- Armenia: Ruben Shahinyan, Erik Karapetyan, Sona Rubenyan, Tigran Petrosyan, Amaliya Margaryan
- Australia: Mark Cummins, Christine Anu, Alice Chance, Mark Humphries, Lewis Hobba
- Austria: Peter Vieweger, Stephanie Lorenz-Stauffer, Bettina Ruprechter, Mathea Elisabeth Höller, Julian le Play
- Azerbaigian: Rashad Hashimov, Emin Useynov, Tunzale Agayeva, Ulviyya Konul, Yalchin Jabbarov
- Belgio: Hakima Darhmouch, Alex Germys, Joelle Morane, Pierre Bertinchamps, Olivier Biron
- Bielorussia: Valeriy Prigun, Anastasiya Tikhanovitch, Artsem Mikhalenka, Anzelina Mikulskaya, Olga Rizhikova
- Cipro: Despo Karpi, DJ CHRIS P, Lisa Tsangaridou , Stefanos Andreas Arestis, Andrie Michael Danie
- Croazia: Zlatko Turkalj, Doris Karamatic, Bojan Jambrosic, Silvestar Glojnaric, Franka Batelić Ćorluka
- Danimarca: Henrik Milling, Anders Bisgaard, Katinka, Julie Berthelsen, Johnny Reimar
- Estonia: Kaupo Karelson, Reet Linna, Sandra Sersant, Mikk Targo, Uku Suviste
- Finlandia: Susanna Vainiola, Eva Louhivuori, Lasse Wikman, Samuli Sirviö, Janne Hyöty
- Francia: Bruno Berberes, Bintily Diallo, Lionel Maurel, Mohamed Zayana, Delphine Elbé
- Georgia: Khatuna Koberidze, Mariam Mariko Lezhava, Boris Shkhiani, Levan Abshilava, Lado
- Germania: Michael Schulte, Annett Louisan, Nico Santos, Nicola Rost, Joe Chialo
- Grecia: Nikos, Eirini Karagianni, Manolis Pantelidakis, Stella Chroneou, Thanasis Alevras
- Irlanda: Paddy McKenna, Emma Reynolds, Jennifer O'Brien, Aidan O'Connor, Ronan Hardiman
- Islanda: Hrafnhildur Halldorsdottir, María Ólafsdóttir, Johann Hjorleifsson, Lovisa Arnadottir, Oskar Einarsson
- Israele: Aviad Rosenbaum, Doron Talmon, Shlomit Aharon, Dikla, Avi Ochayon
- Italia: Elisabetta Esposito, Annie Mazzola, Mauro Severoni, Adriano Pennino (semifinale), Stefania Zizzari (finale), Paolo Biamonte
- Lettonia: Dj RUDD, Zigfrids Muktupavels, Aldis Hofmanis, Ilze Jansone, Adriana Miglane
- Lituania: Vytautas Bikus, Andrius Mamontovas, Jurgis Bruzga, Girmante Vaitkute, Geruta Griniute
- Macedonia del Nord: Suzana Stefanovska, Fjola Ismaili, Robert Vukelic, DJ Tina, Risto Apostolova
- Malta: Carlo Borg Bonaci, Arthur Caruana, Nicole Frendo, Matthew James Borg, Eileen Ann Spiter
- Moldavia: Corneliu Botgros, Vasile Olaru, Otilia Lozovanu, Igor Munteanu, Geta Burlacu
- Montenegro: Vjera Nikolic, Verica Culjkovic, Marko Pesic, Sasa Barjaktarovic, Igor Perovic
- Norvegia: Knut Bjørnar Asphol, Finn-Ulrik Berntsen, Jenny Jenssen, Kamilla Wigestrand, Maiken Kroken
- Paesi Bassi: EliZe, Holger Schwedt, Ruud de Wild, Henkjan Smits, Sabrina Starke
- Polonia: Anna Wyszkoni, Maciej Durczak, Dominika Gawęda, Paweł Rurak-Sokal, Rafał Brzozowski
- Portogallo: Ana Paulo, Renato Júnior, Ana Cláudia, Matay, Paulo Azevedo Vaz Do Castelo
- Regno Unito: Pete Watson, Jai Ramage, Adele Roberts, AJ Bentley, George Ure
- Repubblica Ceca: Jitka Zelenková, Iva Boková, Šimon Holý, Ondřej Cikán, Annet X
- Romania: Liana Stanciu, Ozana Maria Barabancea, Monica Anghel, Andrei Kerestely, Bogdan Pavlica
- Russia: Lora Kvint, Simon Osiashvilli, Igor Gulyaev, Anastasija Tolmačëvy, Maria Tolmačëvy
- San Marino: Paolo Rondelli, Danilo Berardi, Sabrina Minguzzi, Elia Gasperoni, Marilia Reffi
- Serbia: Sanja Ilić, Aleksandra Sara Milutinovic, Leontina, Silvana, Voja
- Slovenia: Ziga Klancar, Ursa Mihevc, Ula Lozar, Mate Bro, Ursa Vlasic
- Spagna: Sole Gimenez, Elena Gomez, Ricky Merino, Raúl Gómez, David Feito
- Svezia: Calvin Bozic, Mathias Lugoboni, Lina Hedlund, Adnan Sahuric, Haida Jamshidi
- Svizzera: Cyrill Camenzind, Leticia De Carvalho, Eliane Müller, Rocco Casella, Willy Dezel
- Ungheria: Izil, Kiki, Mátyás Szepesi, Lola, Alexandra Iván

## Stati non partecipanti
- Andorra: il 19 maggio 2018, il direttore di RTVA, ha affermato che il Paese non prenderà parte all'evento per via degli alti costi di partecipazione e degli scarsi risultati conseguiti.[112]
- Bosnia ed Erzegovina: il 25 maggio 2018, BHRT ha annunciato che il Paese non prenderà parte all'evento, a causa dei forti debiti nei confronti dell'UER.[113]
- Bulgaria: il 15 ottobre 2018, BNT ha annunciato che il Paese non prenderà parte all'evento per motivi economici.[114]
- Liechtenstein: il 26 giugno 2018, 1 FL TV ha confermato che il Paese non debutterà a causa della scomparsa di Peter Kölbel, direttore dell'emittente televisiva.[115]
- Lussemburgo: il 21 luglio 2018, RTL Télé Lëtzebuerg ha confermato che il Paese non tornerà a partecipare nel 2019.[116]
- Principato di Monaco: il 17 agosto 2018, TMC ha confermato che il principato non tornerà a partecipare nel 2019.[117]
- Slovacchia: il 31 maggio 2018, RTVS ha annunciato che il Paese non sarà presente nell'edizione 2019.[118]
- Turchia: in un'intervista rilasciata nel giugno 2018 dal primo ministro turco Binali Yıldırım, è stato dichiarato che la Turchia non sarebbe tornata a partecipare nel 2019 in quanto la vittoria israeliana nell'edizione 2018, ritenuta "stilisticamente mediocre" sarebbe stata pianificata anche cambiando il sistema di voto per portare l'edizione 2019 in Israele.[119] Il 4 agosto 2018 İbrahim Eren, manager generale di TRT, ha confermato l'assenza del Paese anche in questa edizione.
- Ucraina: in seguito al rifiuto di Maruv di rappresentare il proprio Paese all'evento, a causa di alcune controversie riguardanti il contratto con l'UA:PBC, e dopo che anche gli altri finalisti del Vidbir 2019 si sono rifiutati di sostituirla, il Paese ha deciso di ritirarsi dalla manifestazione il 27 febbraio 2019.[120]

## Trasmissione dell'evento e commentatori
- Albania: l'evento è stato trasmesso su RTSH, RTSH Muzikë e Radio Tirana, con il commento di Andri Xhahu.[121]
- Armenia: l'evento è stato trasmesso su Armenia 1 e Public Radio of Armenia, con il commento di Aram Mp3 (rappresentante dello stato nell'edizione 2014) e Avet Barseghyan.[122]
- Australia: l'evento è stato trasmesso su SBS, con il commento di Myf Warhurst e Joel Creasey.[123]
- Austria: l'evento è stato trasmesso su ORF 1 con il commento di Andi Knoll.[124]
- Azerbaigian: l'evento è stato trasmesso su İctimai TV, con il commento di Murad Arif.[125]
- Belgio: l'evento è stato trasmesso in: Francese, su La Une, con il commento di Maureen Louys e Jean-Louis Lahaye. Olandese, su Één, per quanto riguarda la prima semifinale e la finale, mentre la seconda semifinale è stata trasmessa su Ketnet, con il commento di Peter van de Veire.[126][127][128]
- Bielorussia: l'evento è stato trasmesso su Belarus-1 e Belarus 24, con il commento di Evgeny Perlin.[129][130]
- Canada: l'evento è stato trasmesso su OMNI Television.[131]
- Cipro: l'evento è stato trasmesso su CyBC, con il commento di Evridiki (rappresentante dello stato nell'edizione 1992, 1994 e 2007) e Tasos Tryfonos.[132]
- Croazia: l'evento è stato trasmesso su HRT 1 and HR 2, con il commento di Duško Ćurlić.[133]
- Danimarca: l'evento è stato trasmesso su DR1, con il commento di Ole Tøpholm.[134]
- Estonia: l'evento è stato trasmesso in: Estone, su ETV con il commento di Marko Reikop. Russo, su ETV+, con il commento di Aleksandr Hobotov e Julia Kalenda.[135]
- Finlandia: l'evento è stato trasmesso in: Finlandese, su Yle TV2, con il commento di Mikko Silvennoinen e Krista Siegfrids (rappresentante dello stato nell'edizione 2013) e Yle Radio Suomi, con il commento di Sanna Pirkkalainen, che ha commentato le semifinali insieme a Toni Laaksone e la finale con Sami Sykkö. Svedese, su Yle TV2 con il commento di Eva Frantz e Johan Lindroos.[136]
- Francia: le semifinali sono state trasmesse su France 4, con il commento di André Manoukian e Sandy Héribert, mentre la finale è stata trasmessa su France 2, con il commento di Stéphane Bern e André Manoukian.[137]
- Georgia: l'evento è stato trasmesso su 1TV, con il commento di Helen Kalandadze, Gaga Abashidze (rappresentante dello stato nell'edizione 2018 come parte della Ethno-Jazz Band Iriao), che hanno commentato tutte le serate, e Nodiko Tatishvili (rappresentante dello stato nell'edizione 2013), che ha commentato solo la serata finale.[138][139]
- Germania: le semifinali sono state trasmesse su One, e la finale su Das Erste e Deutsche Welle, con il commento di Peter Urban.[140][141]
- Grecia: l'evento è andato in onda su ERT2 e ERT Sports HD, che ha trasmesso tutte e tre le serate, e su La Voce della Grecia, che ha trasmesso la prima semifinale e la finale, con il commento di Giorgos Kapoutzidis e Maria Kozakou.[142][143]
- Irlanda: le semifinali sono state trasmesse su RTÉ2, mentre la finale è stata trasmessa su RTÉ One, con il commento di Marty Whelan. L'evento è stato trasmesso anche su RTÉ Radio 1, per quanto riguarda la seconda semifinale, e su RTÉ 2fm per la finale, con il commento di Neil Doherty e Zbyszek Zalinski.[144][145]
- Islanda: l'evento è stato trasmesso in: Islandese, su RÚV, con il commento di Gísli Marteinn Baldursson. Inglese, su RÚV 2, per quanto riguarda le semifinali, e su RÚV.is, per la finale, con il commento di Alex Elliott.[146][147]
- Israele: l'evento è stato trasmesso su Kan 11, e solo la finale su Kan Education, con il commento di Sharon Taicher e Eran Zarachowicz. La finale è stata trasmessa anche su Makan 33, con doppiaggio in arabo.[148][149]
- Italia: le semifinali sono state trasmesse su Rai 4 con il commento di Federico Russo e Ema Stokholma. La finale è stata invece trasmessa su Rai 1 e sul portale RaiPlay con il commento di Federico Russo e Flavio Insinna, e su Rai Radio 2 con il commento di Ema Stokholma e Gino Castaldo.[150]
- Kazakistan: l'evento è stato trasmesso su Khabar TV.[151]
- Kosovo: l'evento è stato trasmesso su RTK, con il commento di Agron Krasniqi e Alma Bektashi.[152]
- Lettonia: l'evento è stato trasmesso su LTV1.[153]
- Lituania: l'evento è stato trasmesso su LRT e LRT Radijas, con il commento di Darius Užkuraitis.[154]
- Macedonia del Nord: l'evento è stato trasmesso su MRT 1.
- Malta: l'evento è stato trasmesso su TVM.[155]
- Moldavia: l'evento è stato trasmesso su Moldova 1 e Radio Moldova.[156]
- Montenegro: l'evento è stato trasmesso su TVCG 1 e TVCG SAT, con il commento di Dražen Bauković e Tijana Mišković.[157]
- Norvegia: l'evento è stato trasmesso su NRK1, con il commento di Olav Viksmo-Slettan. La finale è stata trasmessa anche su NRK P1, con il commento di Ole-Christian Øen, e su NRK3, con il commento di Ronny Brede Aase, Silje Nordnes e Markus Neby[158][159][160]
- Paesi Bassi: l'evento è stato trasmesso su NPO 1 e NPO 1 Extra, con il commento di Cornald Maas e Jan Smit.[161][162]
- Polonia: l'evento è stato trasmesso su TVP1 e TVP Polonia, con il commento di Artur Orzech.[163]
- Portogallo: l'evento è stato trasmesso su RTP1 e RTP Internacional, con il commento di José Carlos Malato e Nuno Galopim.[164]
- Romania: l'evento è stato trasmesso su TVR1, TVR HD e TVRi, con il commento di Liana Stanciu.[165]
- Regno Unito: le semifinali sono state trasmesse su BBC 4, con il commento di Rylan Clark-Neal e Scott Mills, mentre la finale è stata trasmessa su BBC One, con il commento di Graham Norton. La finale è stata trasmessa anche BBC Radio 2, con il commento di Ken Bruce.[166][167]
- Repubblica Ceca: le semifinali sono state trasmesse su ČT2, mentre la finale su ČT1, con il commento di Libor Boucek.[168]
- Russia: l'evento è stato trasmesso su Rossija 1 e Rossija HD, con il commento di Dmitry Guberniev e Olga Shelest.[169]
- San Marino: l'evento è stato trasmesso su San Marino RTV e Radio San Marino, con il commento di Lia Fiorio e Gigi Restivo.[170]
- Serbia: l'evento è stato trasmesso su RTS1, RTS HD and RTS Svet, con il commento di Duška Vučinić per la prima semifinale e la finale, mentre Tamara Petković e Katarina Epštajn hanno commentato la seconda semifinale.[171]
- Slovacchia: la finale dell'evento è stata trasmessa su Rádio FM.[172]
- Slovenia: l'evento è stato trasmesso su TV SLO 1 e TV Koper-Capodistria, con il commento di Andrej Hofer. La prima semifinale e la finale sono state trasmesse anche su Val 202 e Radio Maribor, con il commento di Andrej Karoli.[173]
- Stati Uniti: la finale è stata trasmessa su WJFD 97.3, con il commento di Ewan Spence, Samantha Ross e Bernardo Pereira.[174]
- Spagna: le semifinali sono state trasmesse su La 2, mentre la finale su La 1, con il commento di Tony Aguilar e Julia Varela. La finale è stata trasmessa anche su Radio 1, Radio 5 e Radio Exterior, con il commento di Daniel Galindo.[175][176]
- Svezia: l'evento è stato trasmesso su SVT1 e SVT24, con il commento di Edward af Sillén e Charlotte Perrelli (vincitrice dell'Eurovision Song Contest 1999 e rappresentante dello stato nell'edizione 2008), e su SR P4, con il commento di Carolina Norén e Björn Kjellman.[162][177]
- Svizzera: nella Svizzera tedesca l'evento è stato trasmesso su SRF info per quanto riguarda la prima semifinale, SRF zwei per entrambe le semifinali, e su SRF 1 per la finale, con il commento di Sven Epiney. Nella Svizzera francese entrambe le semifinali sono andate in onda su RTS Deux e la finale su RTS Un, con il commento di Jean-Marc Richard, Nicolas Tanner, che hanno commentato tutte le serate, e Bastian Baker, che ha commentato solo la serata finale. Nella Svizzera italiana su RSI LA2 è andata in onda la seconda semifinale, mentre la finale è stata trasmessa da RSI LA1 con il commento di Clarissa Tami, che ha commentato entrambe le serate, e Sebalter (rappresentante dello stato all'Eurovision Song Contest 2014), che ha commentato solo la finale.[178][179][180][181]
- Ucraina: nonostante il ritiro, l'evento è stato trasmesso su UA:Peršyj, con il commento di Timur Mirošnyčenko, e su STB, con il commento di Serhij Prytula.[182]
- Ungheria: l'evento è stato trasmesso su Duna TV, con il commento di Freddie (rappresentante dello stato nell'edizione 2016) e Krisztina Rátonyi.[183]

## Portavoce
L'ordine di presentazione ufficiale è stato stabilito il 18 maggio 2019, il giorno della finale.
1. Portogallo: Inês Lopes Gonçalves
2. Azerbaigian: Faig Agayev
3. Malta: Ben Camille (Portavoce nell'edizione 2016)
4. Macedonia del Nord: Nikola Traikowski
5. San Marino: Monica Fabbri (Portavoce nell'edizione 2012)
6. Paesi Bassi: Emma Wortelboer
7. Montenegro: Ajda Šufta
8. Estonia: Kelly Sildaru
9. Polonia: Mateusz Szymkowiak (Portavoce nella scorsa edizione)
10. Norvegia: Alexander Rybak (Vincitore dell'Eurovision Song Contest 2009 e rappresentante dello stato all'Eurovision Song Contest 2018)
11. Spagna: Nieves Álvarez (Portavoce dello Stato dall'Eurovision Song Contest 2017)
12. Austria: Philipp Hansa
13. Regno Unito: Rylan Clark-Neal
14. Italia: Ema Stokholma
15. Albania: Andri Xhahu (Portavoce dello Stato dall'Eurovision Song Contest 2012)
16. Ungheria: Bence Forró (Portavoce nella scorsa edizione)
17. Moldavia: Doina Stimpovschi
18. Irlanda: Sinéad Kennedy (Portavoce nell'edizione 2016)
19. Bielorussia: Maria Vasilevič
20. Armenia: Aram Mp3 (Rappresentante dello stato all'Eurovision Song Contest 2014)
21. Romania: Ilinca (Rappresentante dello stato all'Eurovision Song Contest 2017)
22. Cipro: Hovig (Rappresentante dello stato all'Eurovision Song Contest 2017)
23. Australia: Electric Fields
24. Russia: Ivan Bessonov (Vincitore dell'Eurovision Young Musicians 2018)
25. Germania: Barbara Schöneberger (Portavoce dello Stato dall'Eurovision Song Contest 2015)
26. Belgio: David Jeanmotte
27. Svezia: Eric Saade (Rappresentante dello stato all'Eurovision Song Contest 2011 e portavoce nell'edizione 2010)
28. Croazia: Monika Lelas Halambek
29. Lituania: Gedrus Masalskis
30. Serbia: Dragana Kosjerina (Portavoce anche nella scorsa edizione)
31. Islanda: Jóhannes Haukur Jóhannesson
32. Georgia: Gaga Abashidze (Rappresentante dello stato all'Eurovision Song Contest 2018 come parte della Ethno-Jazz Band Iriao)
33. Grecia: Gus G.
34. Lettonia: Laura Rizzotto (Rappresentante dello stato all'Eurovision Song Contest 2018)
35. Repubblica Ceca: Radka Rosická (Portavoce dello Stato dall'Eurovision Song Contest 2017)
36. Danimarca: Rasmussen (Rappresentante dello stato all'Eurovision Song Contest 2018)
37. Francia: Julia Molkhou
38. Finlandia: Christoffer Strandberg
39. Svizzera: Sinplus (Rappresentanti dello stato all'Eurovision Song Contest 2012)
40. Slovenia: Lea Sirk (Rappresentante dello stato all'Eurovision Song Contest 2018)
41. Israele: Izhar Cohen (Vincitore dell'Eurovision Song Contest 1978 e rappresentante dello stato all'Eurovision Song Contest 1985)

## Controversie
A causa dello svolgimento dell'edizione in Israele alcuni Paesi hanno espresso il loro disappunto e molti esponenti politici e del mondo dello spettacolo, hanno chiesto di boicottare l'evento nell'ambito della campagna di boicottaggio, disinvestimento e sanzioni verso Israele (BDS). Anche tra i padroni di casa ci sono state alcune richieste particolari. Infine una problematica interna ha portato al ritiro dell'Ucraina dalla competizione.
- Irlanda: il Lord Sindaco di Dublino Mícheál Mac Donncha, bandito dall'entrare in Israele a causa del suo sostegno alla campagna BDS, ha dichiarato che l'Irlanda avrebbe dovuto ritirarsi dall'edizione 2019 a causa del suo svolgimento in Israele.[185] Anche l'eurodeputata del Sinn Féin, Lynn Boylan ha chiesto un boicottaggio tramite Twitter: «Israele vince l'Eurovision, quindi rendiamo il BDS più efficace che mai nel 2019». A loro si sono uniti anche l'eurodeputata Nessa Childers, il vincitore dell'edizione 1994, Charlie McGettigan e l'ex conduttore televisivo irlandese Mike Murphy.[186] L'Irlanda ha tuttavia preso parte all'Eurovision Song Contest (come già accaduto nel 1979 e nel 1999).[187]
- Islanda: più di 25 000 islandesi hanno firmato una petizione chiedendo alla RÚV di boicottare l'evento.[188] Il musicista islandese Daði Freyr ha dichiarato che non avrebbe partecipato al Söngvakeppnin (selezione nazionale islandese) e ha invitato l'emittente a boicottare l'evento, affermando su Twitter: «Non possiamo immaginare di prendere parte con la coscienza pulita al divertimento che è l'Eurovision mentre lo Stato israeliano e il suo esercito esercitano una terribile violenza contro il popolo palestinese».[189] Sembra che la RÚV abbia preso in considerazione una riunione per decidere se boicottare l'evento.[190] L'Islanda ha già gareggiato nell'edizione del 1999 tenutasi a Gerusalemme ed ha confermato la propria partecipazione nel 2019. Nella parte finale della serata conclusiva, durante l'annuncio dei punti conseguiti tramite televoto, gli Hatari, rappresentanti designati dell'isola nordica, hanno esposto delle sciarpe con scritte e colori della bandiera palestinese.[191][192]
- Israele: Yaakov Litzman, leader del partito ultra-ortodosso Giudaismo Unito nella Torah e viceministro della salute israeliano, ha redatto una lettera ai ministri del turismo, delle comunicazioni, della cultura e dello sport, in cui ha chiesto che l'evento non violi le leggi religiose: "Nel nome di centinaia di migliaia di cittadini ebrei di tutte le popolazioni e comunità per le quali l'osservanza dello Shabbat è vicina al loro cuore, mi appello a voi, già in questa fase iniziale, prima della produzione e di tutti gli altri dettagli dell'evento, per essere severi [nell'assicurare] che questa faccenda non nuoccia alla santità dello Shabbat e di operare in ogni modo per impedire la profanazione d'esso, ci mancherebbe, come la legge e lo status quo che richiedono".[193] Secondo la legge religiosa ebraica, lo Shabbat (il santo sabato) è osservato da poco prima del tramonto di venerdì sera fino a sabato sera. La trasmissione della finale (che avviene normalmente di sabato sera), che inizierà alle 22:00 ora locale, non entrerà in conflitto con esso. Tuttavia, la finale per le giurie del venerdì sera e le prove del sabato pomeriggio lo avrebbero fatto. Proteste simili sono emerse nel periodo precedente alla competizione tenutasi in Israele nel 1999, ma alcuni Paesi in competizione hanno permesso di apportare alcune modifiche per risolvere il problema. Il presidente del comitato dell'Eurovisione dell'UER, il dott. Frank-Dieter Freiling, ha dichiarato di essere ben consapevole della tensione e ha intenzione di discuterne nelle sue comunicazioni con l'emittente israeliana.[194]
- Svezia: il Partito di Sinistra di Malmö ha sostenuto che l'Eurovision Song Contest non dovrebbe svolgersi in Israele, dichiarando: «È assolutamente irragionevole per Israele ospitare questa gigantesca competizione musicale mentre l'occupazione è in corso. Vogliamo che Israele venga escluso dall'Eurovisione per motivi umanitari. Non possiamo continuare a ballare mentre la persecuzione del popolo palestinese continua... Boicottaggio di Israele ora!».[195] La Svezia ha confermato la partecipazione al concorso del 2019 e aveva già gareggiato nelle edizioni del 1979 e del 1999.
- Regno Unito: alcuni sostenitori del partito Liberal Democratico hanno invitato il partito e il governo del Regno Unito a boicottare l'evento, sostenendo che la loro partecipazione condonerebbe "scandalose violazioni dei diritti umani".[196] Il Regno Unito ha preso parte al concorso del 2019, come già accaduto nel 1979 e nel 1999.
- Ucraina: dopo la vittoria di Maruv nella selezione nazionale ucraina, UA:PBC aveva richiesto all'artista di sottoscrivere entro 48 ore un contratto in cui si impegnava a non esibirsi in Russia per poter rappresentare il Paese all'Eurovision.[197][198] Il giorno dopo la cantante ha rivelato gli altri termini del contratto che le impediva di improvvisare durante le sue performance e di comunicare con i giornalisti senza il permesso dell'emittente, pena una multa di 2 milioni di grivnie. Inoltre la televisione non le avrebbe garantito alcun supporto economico, non coprendo nemmeno le spese connesse al viaggio per Tel Aviv.[199] Il 25 febbraio, Maruv e la UA:PBC comunicarono di non aver raggiunto un accordo e che quindi la televisione avrebbe scelto un altro artista tra i finalisti del Vidbir, rivolgendosi quindi alle Freedom Jazz (seconde classificate) e poi ai Kazka (terzi).[200][201][202] Dopo il rifiuto di entrambi, il 27 febbraio viene quindi comunicato il ritiro dell'Ucraina dalla competizione.[120]
- Polonia: nel video ufficiale di Pali się era presente una croce cristiana, rimossa in quanto poteva essere interpretata come una "promozione della religione cristiana", in violazione del regolamento dell'UER (che proibisce la promozione di una religione o di un qualsiasi marchio). Ciò ha causato molta indignazione e le autorità pubbliche, compresa l'emittente polacca, hanno chiesto che l'etichetta ripristinasse la versione originale del video musicale.[203][204]
- Bielorussia: il 15 maggio 2019, il giorno dopo la trasmissione della prima semifinale, i membri della giuria bielorussa hanno rivelato tramite un'intervista quali nazioni hanno votato per la qualificazione alla finale, violando le regole del concorso.[205] A seguito di ciò, il 18 maggio 2019, poco prima della trasmissione della finale, l'UER ha escluso la giuria nazionale dalla votazione dichiarando che i voti assegnati saranno "simulati" basandosi sui punteggi medi delle giurie che hanno votato in linea con quella bielorussa (basandosi pertanto sui punteggi assegnati da Russia, Georgia, Armenia e Azerbaigian). Tuttavia, a causa di un errore tecnico, durante la serata finale sono state annunciate le dieci esibizioni con la media peggiore. Riconosciuto l'errore sono stati corretti i risultati il successivo 22 maggio e l'UER ha pubblicato i punteggi aggiornati, dichiarando che: «È stato scoperto che a causa di un errore umano è stato utilizzato un risultato aggregato errato. Ciò non ha avuto alcun impatto sul calcolo dei punti derivati dal televoto attraverso i 41 paesi partecipanti e che il vincitore e le prime 4 posizioni della classifica sono rimaste invariate. Per rispettare sia gli artisti che i membri UER che hanno preso parte alla manifestazione, desideriamo correggere i risultati finali in conformità con le regole».[206]